# Veolia Transport
Ne doit pas être confondu avec Éolia ou Néolia.
Veolia Transport (anciennement CGEA puis Connex) était une filiale du groupe Veolia Environnement spécialisée dans le transport. Le 3 mars 2011, elle a fusionné avec Transdev pour donner naissance à Veolia Transdev.
Son activité consiste principalement à exploiter des services de transport en commun (ferroviaires, routiers ou maritimes) dans le cadre le plus souvent de délégations de service public, marchés publics ou concessions. Son chiffre d'affaires s’élevait en 2009 à 5,86 milliards d'euros, dont environ 35 % en France.

## Historique

Logo de Connex

### La division transport de la CGE, de Vivendi et de Veolia
Veolia Transport est le nom donné en 2005 par le groupe Veolia Environnement à sa filiale transport, dénommée alors Connex. Celle-ci est issue de la fusion des activités environnement de la Compagnie générale des eaux (CGE), notamment la Compagnie générale française des transports et entreprises (CGFTE), et de la Compagnie générale d'entreprises automobiles (CGEA), créée en 1911 et rachetée par CGE en 1996. 
Elle fut dénommée Connex en 2000, lorsque Vivendi, le successeur de la CGE, se scinda en deux entités distinctes, Vivendi Environnement (ancêtre de Veolia Environnement) et Vivendi Universal. Cette année-là, Connex acquiert le groupe ferroviaire allemand Bayerische Oberlandbahn.
Son développement s'est accéléré à partir de 2002 en France notamment avec :
- la reprise en 2002 du groupe du Grand Ouest Verney[6], essentiellement interurbain, qui exploitait aussi les réseaux urbains de Vannes, Fougères, Flers, Chinon, Saumur et Sablé-sur-Sarthe, entre autres, ainsi que celui de Granville sous contrat avec le Département de la Manche ;
- la reprise de l'exploitation de la Société nationale maritime Corse-Méditerranée (SNCM) en 2006 après une crise sociale de forte ampleur très médiatisée.

### 2008-2010: Des années de forte évolution pour Veolia Transport
En 2008, Veolia Transport a connu de nombreux succès à l'étranger avec notamment le gain des réseaux urbains de La Nouvelle-Orléans et de Bilbao en Espagne. Fin 2008, a été créée en Chine une coentreprise visant à exploiter deux réseaux urbains dans la banlieue de Nankin et quatre réseaux dans des villes de 0,7 à 1,8 million d'habitants (Huainan, Anqing, Ma'anshan…) pour un chiffre d’affaires de 40 M€, 2 000 bus et 350 millions de voyageurs par an. 
En France, les résultats sont plus mitigés puisque : 
- le réseau d'agglomération de Royan a été gagné contre Keolis ;
- le réseau urbain de Bordeaux (TBC), image de marque de la société dans le secteur urbain, a été remporté par Keolis en 2009 ;
- le réseau interurbain de Charente-Maritime, géré par la SEMAAS-Aunis-Saintonge, a été emporté par Keolis, qui a créé le réseau « Les Mouettes » (Keolis Littoral, Météreau Autocars, Voyages Goujeau). Sa mise en place, faute de préparation adéquate, s'est avérée particulièrement délicate ;
- Veolia n'est aujourd'hui plus présente dans la SEM d'Amiens au profit du groupe espagnol SIBERBUS/CFT, puis Keolis.

À l'inverse, depuis 2009, les gains de nouveaux réseaux en France sont importants avec Valenciennes, Bayonne, Louviers, Rochefort, Antibes, Muret, Arles mais aussi la desserte du Mont-Saint-Michel ainsi que le Tram-Train de la Réunion, projet aujourd'hui suspendu.

### Fusion avec Transdev
En 2009, Veolia Transport a cédé son activité de fret ferroviaire à Veolia Cargo.
En mai 2011, Veolia Transport et Transdev ont signé un accord de fusion qui a donné naissance au 1er groupe privé de transport collectif (tramway, bus, train, ferry) au monde, avec 117 000 salariés et un chiffre d’affaires cumulé de 8,2 milliards d’euros.
Huit mois plus tard, le 6 décembre 2011, le groupe Veolia annonce la cession de l'ensemble de la branche transport, au vu des résultats financiers décevants et de la dette d'environ 15 milliards d'euros.

## Activités

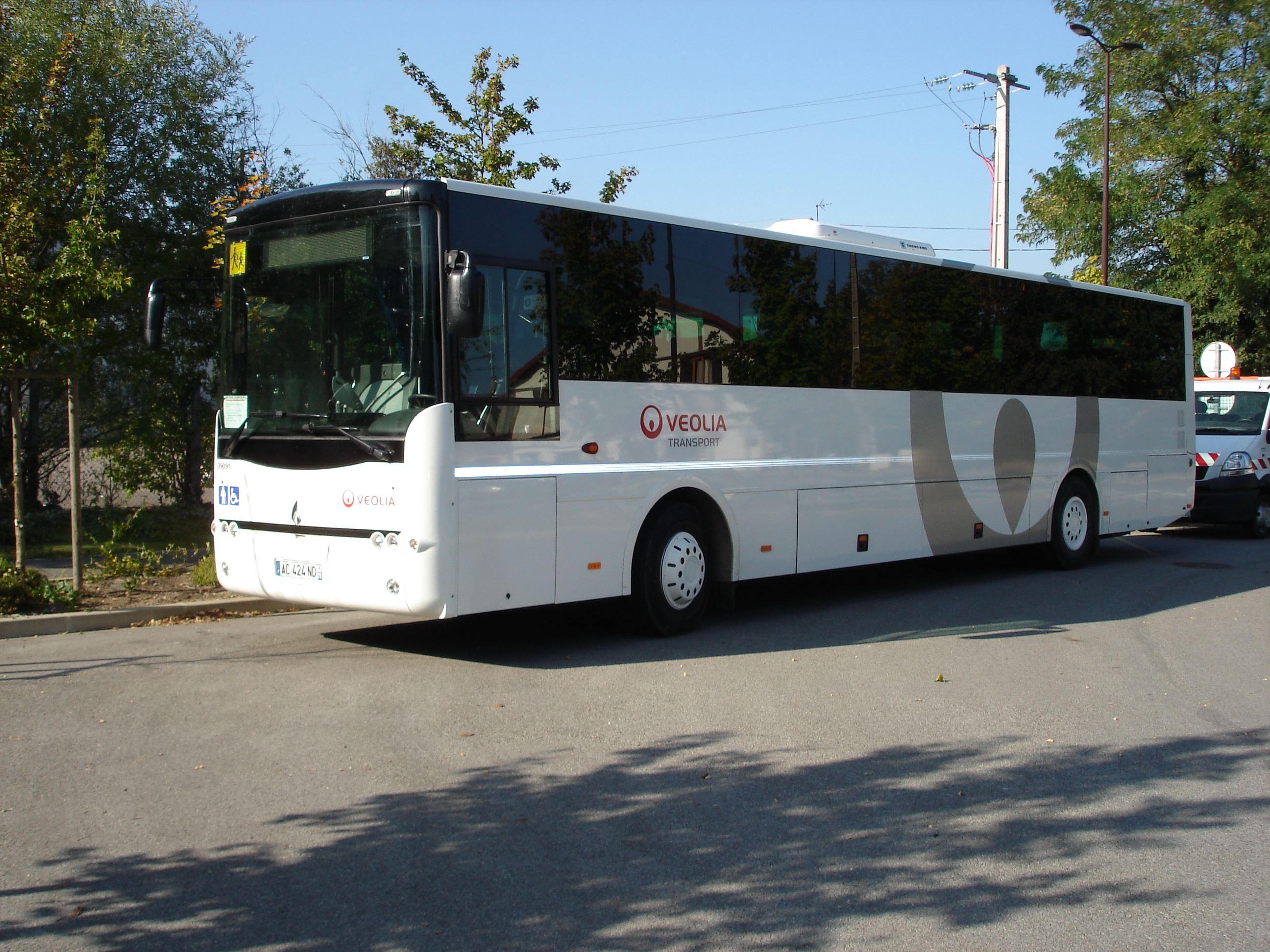
Un autocar Veolia Transport Île-de-France.

Au moment de la fusion, Veolia Transport était présente dans plus d'une trentaine d'agglomérations de plus d'un million d'habitants, et plus de 5 000 collectivités de par le monde. La société employait plus de 77 591 salariés (au 31 décembre 2009) et était le premier exploitant privé de transport terrestre de voyageurs dans le monde. 
Les activités de Veolia Transport se répartissaient en quatre catégories principales :
- les transports collectifs en agglomération (transport urbain, périurbain et les services de transport spécifiques) ;
- les transports collectifs interurbains et régionaux ;
- la gestion d’infrastructures et les services aéroportuaires ;
- les services de gestion de la mobilité (information aux voyageurs, centres d’échanges, centres d’appels téléphoniques)[9].

Veolia Transport se caractérise par une diversité de réalisations :
- deux lignes de métro : une ligne en service à Séoul (Corée du Sud) et  une autre en construction à Bombay (Inde) ;
- des trains de banlieue à Boston, Los Angeles et Miami aux États-Unis et à Auckland en Nouvelle-Zélande et bientôt le S Bahn de Leipzig ;
- de nombreuses liaisons ferrées interurbaines notamment en Allemagne et en Scandinavie ;
- près d'une vingtaine de réseaux de tramways dont deux en construction (tramway de Jérusalem et San Diego, le (tramway Sprinter de San Diego (en)) et plusieurs en projet (tramway du Havre etc.) ;
- quatre réseaux de bus à haut niveau de service : Bogota au sein du système TransMilenio transportant près de 1 400 000 voyageurs par jour ; Rouen, TEOR : trois lignes, 45 000 voyageurs par jour[10] ; Las Vegas, (ligne (en) Max (en)), 7 000 voyageurs par jour ; York au Canada dans la banlieue de Toronto, "Viva", cinq lignes
- plus de cent réseaux urbains en France dont vingt-cinq en région parisienne et des réseaux de remontées mécaniques dans des stations de ski (Châtel en Haute-Savoie, entre autres) ;
- de nombreux réseaux de bus urbains à l'étranger dans des agglomérations telles que Los Angeles (Orange County), Washington (DC, Fairfax, Loudoun, Prince's Georges Counties…), Atlanta (Gwinett and Cobb Counties), Phoenix (trois contrats à Phoenix City, Mesa et Tempe), Las Vegas, Baltimore, Denver, Austin, La Nouvelle-Orléans, Raleigh… aux États-Unis ; Santiago au Chili ; Tilbourg, Bréda, Maastricht, Parkstad… aux Pays-Bas ; Helsinki en Finlande ; Copenhague au Danemark, des liaisons de banlieue autour d'Aix-la-Chapelle, Francfort-sur-le-Main et Stuttgart souvent en rabattement sur les S-Bahn de ces villes ;
- de nombreuses liaisons interurbaines en France et à l'étranger, dont les « Eurolines », lignes internationales par autocars ;
- des liaisons maritimes urbaines en France notamment à Toulon et Marseille (Frioul)  ainsi que des ferrys vers la Corse avec notamment la reprise en cours de la SNCM ainsi qu'en Suède notamment autour de Göteborg ;
- la desserte maritime de certaines îles, par exemple l'île d'Aix[11] ;
- la gestion de l'aéroport de Nîmes-Garons depuis 2007 et l'exploitation, en association avec la Chambre de commerce et d'industrie de l'Oise, de l'aéroport de Paris-Beauvais ;
- une offre de services de vélopartage et de parcs à vélos automatisés, via sa filiale Veloway à Nice et Vannes. Celle-ci s'appuie notamment sur l'expérience d'OyBike, société née en Angleterre et exploitant des services de vélos en libre service en Angleterre et aux États-Unis ;
- des voitures à la carte via sa filiale Proxiway en France, qui propose une centaine de véhicules partagés à Paris, La Rochelle et Narbonne ;
- des offres de transport à la demande, dont plus de 13 000 véhicules accessibles aux personnes à mobilité réduite ;
- des taxis en France, aux Pays-Bas, en Suède et aux États-Unis[12] ;
- des véhicules à moteur Diesel équipés de systèmes d'injections spécifiques, de filtres à particules et de pots catalytiques, des bus et taxis à moteur hybride pour réduire la consommation de carburant et limiter les émissions polluantes, des véhicules utilisant le biodiesel… Veolia Transport a formalisé ses engagements en matière de développement durable dans une charte.

La stratégie de Veolia Transport est basée sur :
- une série d'acquisitions successives qui lui ont permis d'avoir une présence dans toutes les régions françaises et de nombreux continents (Amérique, du Nord, Asie, Océanie, Europe…).  Deux des plus grosses acquisitions étant celle du groupe Tourisme Verney en France en 2002 et ATC aux États-Unis en 2005 ;
- un accord de fusion avec Transdev, 4e opérateur de transport public en Europe et filiale de la Caisse des Dépôts et Consignations, signé en mai 2010 ;
- la réponse aux appels d'offres et leur gain, lui permettant de consolider ses parts de marché en France (Tram-train Rhônexpress reliant Lyon à son aéroport, réseaux urbains de Valenciennes (avec Tramway), Bayonne, Rochefort, Louviers, Arcachon,Royan et Arles en 2011) et à l'étranger notamment aux États-Unis : (Tri-Rail à Miami, Bus du comté d'Orange en Californie, Denver, Austin, Antelope Valley, La Nouvelle-Orléans en Louisiane) et Bilbao en Espagne les deux derniers gagnés en 2008. Début 2010, la ville de Phoenix a choisi de confier à Veolia Transportation (filiale américaine de Veolia Transport) l'exploitation de ses réseaux de transport urbain par bus. Le contrat de 5 ans, démarré au 1er juillet 2010, représente un chiffre d’affaires cumulé de 386 millions de dollars[13].

## Apparition dans les médias grand public
Le 7 juillet 2005, les trois opérateurs nationaux, Veolia Transport, Transdev (filiale de la Caisse des dépôts et consignations) et Keolis (filiale du groupe SNCF), ont tous trois été condamnés pour entente visant à se partager le marché des transports urbains sur la période 1996 - 1998. Veolia a dû verser une amende de 5 millions d'euros.
Enfin, Veolia transport exploitait depuis 1996 des lignes ferroviaires de banlieue au sud de Londres, jusqu'à ce que l'autorité organisatrice dénonce le contrat en 2003.

## Les réseaux exploités
Le réseau de tramways de Hong-Kong est exploité depuis 2009 par la filiale chinoise de Veolia Transport / RATP.

## Controverses

### Échec dans le rail au Royaume-Uni
À l'occasion de la déréglementation du secteur ferroviaire britannique conjoint à la privatisation de British Rail, Connex a acquis en 1996, les réseaux South-Eastern (Kent et Sud de Londres) et South Central (centre de l’Angleterre).
En juin 2003, pour des problèmes répétés de gestion la Connex s'est vue retirer sa licence dans le Kent. L'autorité régulatrice du secteur (le SRA), a décidé de mettre un terme à sa licence après avoir refusé de lui accorder les subventions supplémentaires qu'elle réclamait.
Toutefois, Veolia Transport pourrait être amené à concourir pour de nouvelles franchises en Angleterre le cas échéant et continue à exploiter plusieurs réseaux de bus dans le pays.

### Affaire du Tramway de Jérusalem et réaction de ASN Bank
Veolia, par le biais de sa filiale transport, a été mis en cause avec Alstom dans l'affaire du tramway de Jérusalem. À ce titre et dans le cadre de la campagne pour le boycott, désinvestissement et les sanctions contre Israël, la banque néerlandaise ASN Bank s'est retirée de la société Veolia.

## Principales filiales
Voyageurs seulement. Pour le fret, voir l'article détaillé Veolia Cargo
- Allemagne
  - Connex Verkehr
  - Deutsche Eisenbahn Gesellschaft
- Australie
  - Connex Australia
- Canada
  - Veolia Transport Québec
- Chili
  - RedBus Urbano S.A. (bus)
- Espagne
  - FCC - Connex
  - Corporación Jerezana de Transportes, S.A. (bus)
  - DETREN (bus)
- États-Unis
  - ATC
  - Veolia Transportation North America
  - Connex TCT
  - « Metrolink » à Los Angeles,
  - MBCR (Massachusetts Bay Commuter Rail)
  - Yellow Transportation
  - Golden Touch Transportation (transfert de passagers aux aéroports de New York et du New Jersey)
  - Supershuttle
- Finlande
  - Veolia Transport Finland
- France (cf. § sur les réseaux urbains)
  - Océcars
  - Eurolines
  - CGFTE
  - CFTI
  - Proxiway (véhicules électriques)
  - Veloway (vélos)
  - Cityway (information multimodale)
- Nouvelle-Zélande
  - Veolia Transport Auckland
- Pays-Bas
  - BBA Connex Groep,
  - SBM (Stadsbus Maastricht Groep),
  - Limex
  - PZN (transport à la demande)
- Pologne
  - Veolia
- Royaume-Uni
  - Bebb Travel Plc et Pullman Coaches Ltd au Pays de Galles (bus)
  - Dunn-Line Plc dans les Midlands de l’Est (bus)
- Slovaquie
  - SAD Nitra (bus)
- Slovénie
  - Certus (bus)
  - I&I (bus)
- Suède
  - Connex Transport AB
  - Linjebuss